# Déli simabálna
A déli simabálna (Eubalaena australis) az emlősök (Mammalia) osztályának párosujjú patások (Artiodactyla) rendjébe, ezen belül a Whippomorpha alrendjébe és a simabálnafélék (Balaenidae) családjába tartozó faj.
Az Eubalaena emlősnem típusfaja.

## Előfordulása

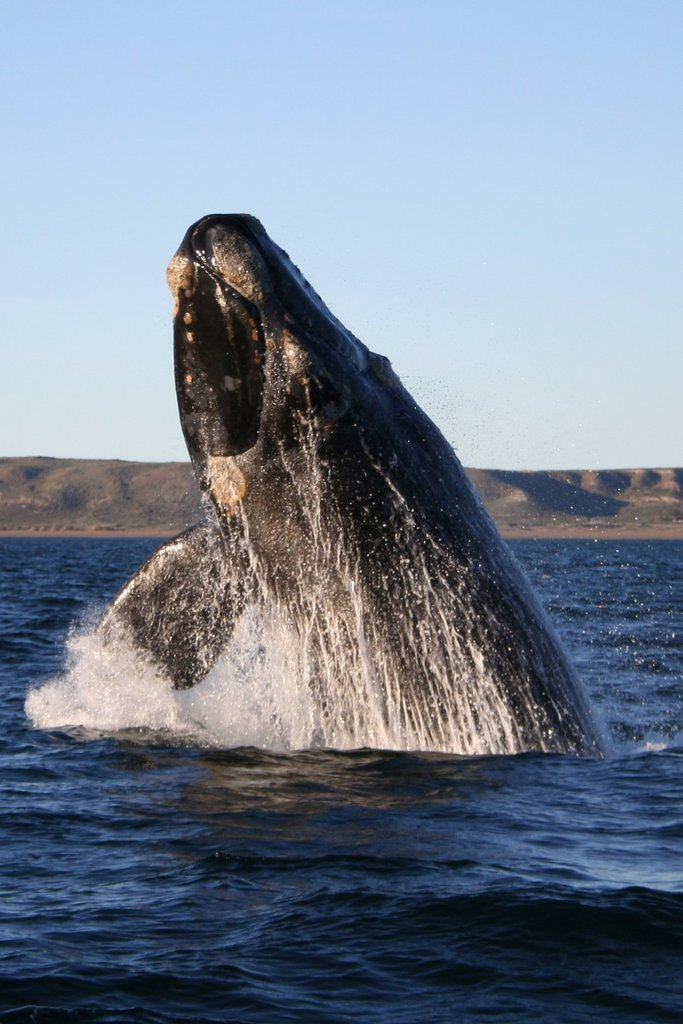
Déli simabálna az argentínai Valdés-félsziget közelében

A Nemzetközi Bálnavadászati Bizottság (International Whaling Commission, IWC) 1998-ban számolta össze utoljára a déli simabálna állományt. A kutatók három különböző helyen (Argentína, Dél-afrikai Köztársaság, Ausztrália) számolták meg a felnőtt nőstényeket, ezután az ismert nőstény:borjú és nőstény:hím arányokkal a kapott számot extrapolálták a többi élőhelyre. A végeredmény 1997 csorda, ez összesen 7500 példány. Frissebb, 2007-es adatok szerint a déli simabálna megkétszerezte az állományát az előző évtizedhez képest. Ennek ellenére a faj egyes állományai túl kicsik, hogy újra felépüljenek (az adatszerzés sem a legmegbízhatóbb).
A déli simabálna a Déli-óceán legdélebbi részein, valószínűleg az Antarktisz közelében nyaral. Télen, a szaporodási időszakában északra vándorol. Gyakran észrevehető Argentína, Ausztrália, Brazília, Chile, Mozambik, Új-Zéland és a Dél-afrikai Köztársaság partjainak közelében. Amióta betiltották a déli simabálna vadászatát, azóta e faj egyedszáma 7 százalékkal nő évente. Az eddigi megfigyelések szerint úgy tűnik, hogy a dél-amerikai, a dél-afrikai és az ausztráliai csoportok csak kisebb mértékben keverednek egymással. Ez valószínűleg azért van így, mivel a nőstények mindig a megszokott vándorlási útvonalakat követik a szaporodási és a táplálkozási helyek között, és ezeket az útvonalakat adják át borjaiknak is.

## Megjelenése
A kifejlett állat 15-18 méter, az újszülött 4-6 méter hosszú és 910 kilogrammos testtömegű. A felnőtt testtömege 50-95 mázsa közötti. A déli simabálna egyik különös ismertetőjegye, hogy fején szemölcsszerű kinövések találhatók. Ezek a bőrképződmények akár 10 centiméter magasra is megnőhetnek, és tengerimakkok (Balanidae), bálnatetvek (Cyamidae) és különböző puhatestű állatok élősködnek rajtuk. A bőrképződmények és felrakódások elsősorban az állon, az alsó állkapcson és az orrnyílások előtt nőnek, és „sapkának” nevezik őket. Törzse zömök és kövér, hátuszony nincs rajta. Feje óriási méretű, testhosszának mintegy egynegyedét teszi ki. Szájürege hatalmas. Felső állkapcsának mindkét oldalán 230-390 szila (lemez) nő. A szilák akár 2,4 méter hosszúak is lehetnek, és sörteszerű fonalak borítják őket.
Mint rokonának az északi simabálnának, a déli bálna hímvesszője is legfeljebb 2,7 méter hosszú, míg heréje körülbelül 2 méter hosszú, 78 centiméter átmérőjű és akár 525 kilogrammot is nyomhat, azaz az állatvilág legnagyobb ivarszerveivel rendelkezik.

## Életmódja
Az állat társas és általában kis családban él. Tápláléka az állati eredetű planktonszervezetek, főleg a lebegő evezőlábú rákok (Copepoda), továbbá krill és az úgynevezett tengeri pillangók. A táplálékáért akár 350 méter mélyre is lemerülhet. Táplálkozás közben, a simabálna hatalmas száját kitátva a víz felszínén úszik. Ilyenkor a felső része kiemelkedik a vízből, alsó fele pedig szétterül. A lazán lelógó, rendkívül hosszú szilák ekkor felállított fogókosarat képeznek. A déli simabálna így úszik egy ideig a „planktonlevesben”, amíg sziláinak oldalán elegendő állatka nem akad fenn. Ekkor becsukja száját, kiszorítja a fölös vizet, és lenyeli a kiszűrt állatokat. Ez a módszer különösen a felszínen igen hatékony, mivel az állat száját széttárva lényegesen több vizet képes átengedni szilái között, mint amit egyetlen szippantással szájüregébe tudna venni. Az állatnak ezért sincs szüksége barázdákra, hiszen torkukat nem kell még jobban kiöblösíteni. Több mint 30 évig él, azonban feltételezhetően 70 évnél többet is élhet.
Az emberen kívül ezt a bálnát csak a kardszárnyú delfin (Orcinus orca) és a nagyobb testű cápák, mint például a fehér cápa (Carcharodon carcharias) támadhatják meg; ezek is főleg a borjakat.

### Éneke
Éneke nem annyira bonyolult, mint más bálnafajok esetében. A morogása, kattogása és visítása többnyire 500 Hz frekvencia körüliek, ami időnként felmegy 1500–2000 Hz-ig. Hogy mire való az éneke, még nem ismert pontosan, de valószínűleg a csoporton belüli kapcsolattartást szolgálják.

## Szaporodása
A szaporodási időszakban a vízfelszínén akár húsz hímállat is követhet egyetlen nőstényt. Az „üldözés” során a nőstény a hátán úszik, hasát kiemelve a vízből, eközben a hímek mellúszóikkal és nehéz testükkel próbálják a mélyre lenyomni. A simabálnák hímjei nem annyira agresszívek egymással szemben, mint a hosszúszárnyú bálnák (Megaptera novaeangliae) hímjei. Habár az „üldözés” során a nőstény meglehet, hogy nem termékenyül meg, alkalma van felmérni a helybéli hímeket. A déli simabálna körülbelül 7,5–9 évesen éri el az ivarérettséget, vagy vesz részt az „üldözésben”. A nőstény 3–4 évenként párosodik. A párosodás és az ellés is a téli hónapokban zajlik le. A vemhesség majdnem egy évig tart. Az újszülött borjú körülbelül 4–6 méter hosszú és 910 kilogramm testtömegű. Életének első évében igen gyorsan nő, körülbelül megkétszerezi méretét. Az elválasztás 8–12 hónap között van, az ez utáni növekedési ráta még nem ismert eléggé, további kutatások szükségesek. A feltételezések szerint a borjú a következő évben is az anyjával marad.